# د. بي ودروف
د. بي ودروف (بالإنجليزية: David Phillip Woodruff)‏ هو فيزيائي بريطاني، ولد في 5 ديسمبر 1944.